# 温县盟书
温县盟书是1980年至1982年在河南温县发现的一批盟书。

## 发掘
1979年3月12日，河南温县武德镇西张计大队社员掘出一坑圭形石片。
河南省文物研究所于1980年3月至1982年6月在河南温县武德镇西张计村州城遗址东墙北段外侧进行考古发掘。在发掘的一号坎中，出土盟书四千五百八十八片，除石简、石璋外，绝大部分为石圭。

## 考古推测

### 年代
温县盟书的年代，推断为晋定公十五年十二月二十七日，即公元前497年1月16日。其年代与侯马盟书相近。

### 内容
盟书反映了晋国末年晋国六卿之间的政治斗争。主盟者推测为六卿中的韩氏。